# سسک سرسیاه بیشه
سسک سرسیاه بیشه (نام علمی: Lioptilus nigricapillus) نام یک گونه از تیره سسکیان است.